# Pratapa cartena
Pratapa cartena är en fjärilsart som beskrevs av Hans Fruhstorfer 1912. Pratapa cartena ingår i släktet Pratapa och familjen juvelvingar. Inga underarter finns listade i Catalogue of Life.